# Тронто (долина)
Тронто (итал. Valle del Tronto) — крупный водосборный бассейн одноимённой реки: он простирается в основном в области Марке, охватывая большинство муниципалитетов провинции Асколи-Пичено, граничит с провинцией Риети в Лацио, северной частью Терамо и муниципалитетами Капитиньяно, Монтереале и Кампотосто в провинции Л’Акуила в Абруцци.

## География
Долина простирается на 1192 км² между горами Монти-делла-Лага, где река берет свое начало, и Адриатическим морем, закрытая на севере горами Монти-Сибиллини и предапеннинской вершиной Ашенсионе, на юге — двумя вершинами Монтанья-деи-Фьори и Монтанья-ди-Кампли. Двигаясь к устью, река принимает основные притоки, в частности, поток Кастеллано, с которым она встречается около Асколи-Пичено.
Верхняя часть бассейна, характеризующаяся густой прибрежной растительностью, серными источниками и травертиновыми карьерами Аквасанта-Терме, переходит на высоте центра провинции в обширную высокоиндустриальную равнину в среднем и нижнем течении реки. В этом районе есть два национальных парка: Гран-Сассо и Монти-делла-Лага и Монти-Сибиллини. Горные коммуны со стороны Марке являются частью Unione montana del Tronto e Valfluvione. Охраняемая природная территория Сентина расположена недалеко от устья.

## Галерея
- Верхнее Тронто в Трисунго[итал.] с крепостью и городом Аркуата-дель-Тронто на заднем плане
- Панорама долины Верхнего Тронто в направлении Асколи-Пичено, вид с крепости Аркуата-дель-Тронто[итал.]
- Кастельяно близ Асколи
- Окрестности Аппиньяно
- Чивителла-дель-Тронто
- Заповедник Сентина[итал.]